# Leszkoec
Leszkoec (macedónul: Лескоец) település Észak-Macedóniában, a Délnyugati körzet Ohridi járásában.

## Népesség
| Lakosok száma | 379  | 417  | 659  | 1339 | 2357 | 3082 | 2668 | 2595 | 2405 |
|               | 1948 | 1953 | 1961 | 1971 | 1981 | 1991 | 1994 | 2002 | 2021 |

2002-ben 2595 lakosa volt, akik közül 2561 macedón, 8 szerb, 3 vlach és 23 egyéb.